# Halecium ralpha
Halecium ralpha is een hydroïdpoliep uit de familie Haleciidae. De poliep komt uit het geslacht Halecium. Halecium ralpha werd in 2001 voor het eerst wetenschappelijk beschreven door Watson & Vervoort. 